# UFC Fight Night: Swick vs. Burkman
UFC Fight Night: Swick vs. Burkman también conocido como (UFC Fight Night 12) fue un evento de artes marciales mixtas celebrado por Ultimate Fighting Championship el 23 de enero de 2008 en el Palms Casino Resort, en Las Vegas, Nevada, Estados Unidos.

## Historia
El principal evento contó con los exconcursantes de The Ultimate Fighter Mike Swick y Josh Burkman, en un duelo de peso wélter. Este evento fue el debut de Swick en el peso wélter, ya que había estado compitiendo en el peso medio antes de este evento.

## Resultados

### Tarjeta preliminar
- Peso ligero: Matt Wiman vs. Justin Buchholz

Wiman derrotó a Buchholz vía sumisión (rear naked choke) en el 2:56 de la 1ª ronda.
- Peso ligero: Corey Hill vs. Joe Veres

Hill derrotó a Veres vía TKO (golpes) en el 0:37 de la 2ª ronda.
- Peso ligero: Cole Miller vs. Jeremy Stephens

Stephens derrotó a Miller vía TKO (golpes) en el 4:44 de la 2ª ronda.
- Peso ligero: Kurt Pellegrino vs. Alberto Crane

Pellegrino derrotó a Crane vía TKO (golpes) en el 1:52 de la 2ª ronda.
- Peso ligero: Gray Maynard vs. Dennis Siver

Maynard derrotó a Siver vía decisión unánime (29–28, 29–28, 30–27).

### Tarjeta principal
- Peso ligero: Alvin Robinson vs. Nate Diaz

Diaz derrotó a Robinson vía sumisión (triangle choke) en el 3:39 de la 1ª ronda.
- Peso ligero: Thiago Tavares vs. Michihiro Omigawa

Tavares derrotó a Omigawa vía decisión unánime (30–27, 29–28, 30–27).
- Peso medio: Drew McFedries vs. Patrick Côté

Côté derrotó a McFedries vía TKO (golpes) en el 1:44 de la 1ª ronda.
- Peso wélter: Mike Swick vs. Josh Burkman

Swick derrotó a Burkman vía decisión mayoritaria (29–28, 29–28, 29–29).

## Premios extra
Cada peleador recibió un bono de $40,000.
- Pelea de la Noche: Gray Maynard vs. Dennis Siver
- KO de la Noche: Patrick Côté
- Sumisión de la Noche: Nate Diaz